# Estación de Tamarite-Altorricón
Tamarite-Altorricón es un apartadero y cargadero ferroviario situado en el municipio español de Tamarite de Litera, cerca de Altorricón, en la provincia de Huesca, comunidad autónoma de Aragón. Las instalaciones cumplen funciones logísticas, si bien actualmente la estación no cuenta con servicio de viajeros.

## Situación ferroviaria
Se encuentra ubicada en el punto kilométrico 149 de la línea férrea de ancho ibérico que une Madrid con Barcelona, entre las estaciones de Monzón-Río Cinca y Almacelles, a 215,1 metros de altitud. El kilometraje de la línea sufre un reinicio en la capital maña lo que explica ese valor relativamente bajo a pesar de la lejanía con Madrid. El tramo es de vía única y está electrificado.

## Historia
La estación fue abierta al tráfico el 18 de septiembre de 1861, con la apertura del tramo Zaragoza-Lérida de la línea férrea que pretendía conectar Zaragoza con Barcelona, corriendo a cargo de la Compañía del Ferrocarril de Barcelona a Zaragoza. Buscando mejorar tanto el enlace de la línea con otros trazados, así como su salud financiera, la compañía decidió en 1864 unirse con la empresa que gestionaba la línea férrea que enlazaba Zaragoza con Pamplona, dando lugar a la Compañía de los Ferrocarriles de Zaragoza a Pamplona y a Barcelona. Dicha fusión se mantuvo hasta que en 1878 la poderosa Norte, que buscaba extender sus actividades al este de la península, logró hacerse con la compañía.
Norte mantuvo la gestión de la estación hasta que en 1941 se produjo la nacionalización del ferrocarril en España y todas las compañías existentes pasaron a integrarse en la recién creada RENFE. En 1973 la estación cerró al tráfico de pasajeros. Desde el 31 de diciembre de 2004 Renfe Operadora explota la línea mientras que Adif es la titular de las instalaciones ferroviarias.

## La estación
La estación se sitúa a 12 km de Tamarite de Litera y a 4,2 km de Altorricón, en un desvío de la carretera A-1240 que conduce al poblado ferroviario de La Melusa (perteneciente a la Confederación Hidrográfica del Ebro). También se puede acceder por su parte sur a la zona de carga por la N-240.
Las instalaciones constan de 8 vías y 2 andenes. El edificio de viajeros se sitúa en posición lateral a la vía. El andén lateral da acceso a la vía 3 de apartado y el central a las vías 1 principal y 2 de apartado. Sin acceso a andén y en paralelo discurren las vías 4, 6 y 8, dedicadas fundamentalmente a la carga de balasto en tolvas. Por el lado norte, y acabadas, en topera discurren las vías 3 y 7.